# Bikini Royale
Bikini Royale ist eine US-amerikanische erotische Parodie auf Agentenfilme von Regisseur Fred Olen Ray, die 2008 als Fernsehproduktion und für den DVD-Markt gedreht wurde.

## Handlung
Tanya X ist eine Agentin des B.I.K.I.N.I. (Bureau of International Knowledge and Intelligence and Nonstandard Investigations). Als solche erhält sie den Auftrag, einen Deal mit atomaren Waffen aufzudecken und zu verhindern. Dieser soll während eines Pokerspiels des Unternehmers Parker Savage stattfinden. Tanya gibt sich als Innengestalterin aus und besucht so das Anwesen von Savage. Unter dem Vorwand, die Räumlichkeiten auch mit Menschen gefüllt betrachten zu müssen, verschafft sie sich Zutritt zum Pokerspiel. Hinter dem Waffendeal steckt Dr. Nyet, deren Agentin Corrine während des Pokerspiels eine Million Dollar als getarnte Bezahlung verlieren soll.
In Zusammenarbeit mit dem CIA-Agenten Mark Tenn besucht sie das Pokerspiel. Der Abend verläuft jedoch nicht wie geplant, sondern es kommt zur direkten Konfrontation mit Corrine. Schließlich kann diese überwältigt werden und auch der Partner des Waffendeals, der die Raketenbaupläne mitführte, kann gefasst werden.

## Hintergrund
Produziert wurde der Film von der Produktionsgesellschaft American Independent Productions. Er wurde für den Fernsehmarkt gedreht und bei der Senderkette Cinemax ausgestrahlt. Die Veröffentlichung auf DVD erfolgte im Juli 2008 für den amerikanischen und im Mai 2010 für den japanischen Markt durch Retromedia Entertainment.
„Bikini Royale“ ist die erste Fortsetzung des Films „The Girl from B.I.K.I.N.I.“. Es folgten weiterhin „Bikini Royale 2“ sowie die Serie „Tanya X“.

## Rezeption
Colin Jacobson bewertet den Film für DVD Movieguide als nicht sehr gute Bond-Parodie, jedoch als gut hinsichtlich der erotischen Elemente und Sexszenen. Bei Tars Tarkas wird der Film mit 8 von 10 Punkten als guter Beitrag zum Genre bewertet, der alles mitbringt, was von dem Film erwartet wird.